# クリスティーナ・ラウ

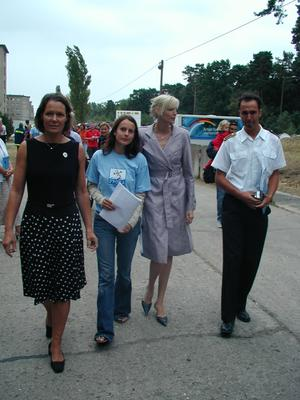
クリスティーナ・ラウ（左端）

クリスティーナ・ラウ（ドイツ語: Christina Rau、1956年10月30日 - ）は、ドイツのファーストレディ。同国第8代大統領ヨハネス・ラウの配偶者である。

## 経歴
1956年10月30日、のちに西ドイツ大統領を務めるグスタフ・ハイネマンの次女クリスタの娘として、西ドイツのノルトライン＝ヴェストファーレン州ビーレフェルトに生まれた。スイスやスコットランドの全寮制学校を卒業している。特にスコットランドで通っていたのは、多くのイギリス王室メンバーが学んだゴードンストウンであり、クラスメイトにはヨーク公爵アンドルー王子がいた。その後、ロンドン大学キングス・カレッジ・ロンドンやアベリストウィス大学で政治学や経済学、歴史学を学んだ。
1982年8月9日に、当時はノルトライン＝ヴェストファーレン州首相であったヨハネス・ラウと結婚する。ヨハネスは25歳年上だった。2人の間には、1983年にアンナ・クリスティーナ、1985年にフィリップ・イマヌエル、1986年にラウラ・ヘレーネの3人の子供が生まれた。1999年までエルバーフェルトに居住しており、それ以降はベルリンに移った。
ユニセフや赤十字の活動に尽力している。

## 叙勲
- オーストリア : オーストリア共和国功績勲章（英語版） (2004年) [1]
- エストニア : テッラ・マリアナ十字勲章 (2000年11月) [2]
- アイスランド : ファルコン勲章 (2003年7月1日) [3]
- ラトビア : 三星勲章（英語版）
- スペイン : イサベル・デ・カスティーリャ勲章（英語版） (2002年11月8日)[4]